# Sakiko
Sakiko ist ein Vorname.

## Herkunft und Bedeutung
Sakiko ist ein weiblicher Name. Er stammt aus Japan.
Er wird gebildet aus den Kanjis 咲 (saki) (Blühen) und 子 (ko) (Kind); es kann auch aus anderen Kanji-Kombinationen gebildet werden.
Nach einer anderen Quelle bedeutet der Name Kind von Saki.

## Bekannte Namensträgerinnen
- Sakiko Ikeda (* 1992), japanische Fußballspielerin